# Mizuho Fukushima
Pour les articles homonymes, voir Fukushima.
Mizuho Fukushima (福島 瑞穂, Fukushima Mizuho, née le 24 décembre 1955), avocate, est la dirigeante du Parti social-démocrate japonais de 2003 à 2013 puis à partir de 2020. Elle est sénatrice depuis 1998, ayant été réélue en 2004, 2010, 2016 et 2022. Un temps ministre d'État, elle manifeste un fort engagement en faveur des droits de l'Homme et de la parité hommes-femmes.

## Biographie
Membre de la Chambre des conseillers, elle est nommée ministre d'État aux Consommateurs, à la Sécurité alimentaire, aux Affaires sociales et à l'Égalité des sexes dans le 93e cabinet, formé le 16 septembre 2009 par Yukio Hatoyama. Elle perd toutefois ce portefeuille le 28 mai 2010 et quitte le Cabinet après que celui-ci s'est résigné à accepter le déménagement de la base américaine de Futenma dans une autre zone, moins densément peuplée, de l'île d'Okinawa. Le PSD avait fait de la réalisation de la promesse de campagne d'obtenir que les soldats américains de cette base quittent entièrement Okinawa, voire le Japon, une des conditions préalables à sa participation à la majorité gouvernementale. Son refus de signer l'accord de déménagement malgré la demande de Hatoyama lui vaut sa révocation immédiate.

## Distinction
En 2021, elle est faite chevalière de l'Ordre du Mérite par la France en raison de ses engagements en matière de parité et d’égalité entre les femmes et les hommes, sur l’abolition de la peine de mort ou encore sur la politique sociale et familiale.